# Parabolantenn
Parabol omdirigerar hit. För nättidningen, se Parabol (tidskrift)

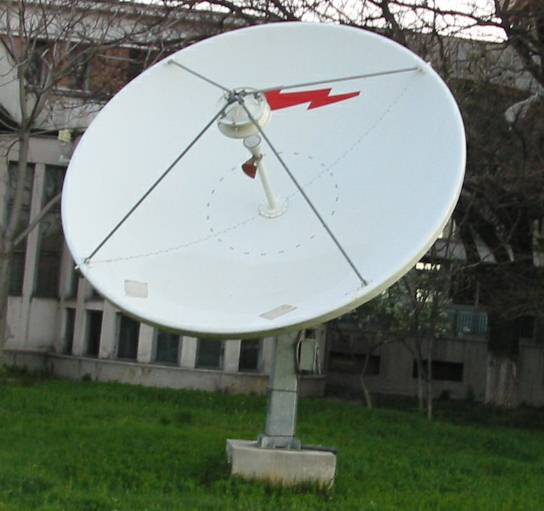
Fokalmatad parabolantenn

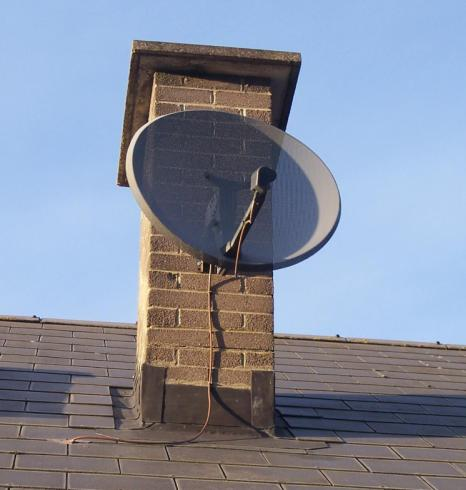
Offsetparabolantenn

Parabolantenn är en antenntyp av paraboloid form som används främst till satellitmottagning och fasta radiolänkar. För satellitmottagning har den tidigare vanliga primär- eller fokalmatade typen sedan länge konkurrerats ut av offsetparabolen. En av anledningarna till detta är att fokalmatade paraboler hade en annan lutningsvinkel, vilket gjorde att snö och is lätt kunde samlas i dem. Offsetparabolen har en brantare lutning vilket gör den mindre väderkänslig.

## Cassegrainantenn
Cassegrainantenn är en parabolantenn som består av en huvudreflektor och en subreflektor. Cassegrainantennen är idag ovanlig i hemparabolsammanhang, men användes av en del tillverkare under framför allt 1980-talet.
Teoretiskt sett har cassegrainantennen bättre verkningsgrad än andra typer av parabolantenner. Mikrovågshuvudet, LNB (Low Noise Block Converter), sitter dessutom skyddat i parabolreflektorns mitt. Orsaken till att antenntypen inte blivit populär är den är svår att justera korrekt. I synnerhet är det komplicerat att få subreflektorn optimalt injusterad.
I cassegrainantennen är subreflektorn en rotationshyperboloid med den konvexa sidan vänd mot primärstrålaren. En besläktad konstruktion är den gregorianska antennen, med en konkav subreflektor. Antennen får en något annorlunda strålgång än cassegrainantennen, men är i övrigt lik.